# Antidotum (album Kasi Kowalskiej)
Antidotum – szósta płyta w dyskografii Kasi Kowalskiej, produkcji muzycznej Michała Grymuzy, wydana w 2002 roku przez Universal Music Polska.
Płyta zawiera szereg mocnych, rockowych utworów z silnie wyeksponowaną gitarą i rytmicznymi, melodyjnymi refrenami.
20 listopada 2002 roku album uzyskał status złotej płyty, a 25 czerwca 2003 roku – platynowej.

## Realizacja albumu
Proces przygotowania do rejestracji płyty był podzielony na trzy etapy. Najpierw zarejestrowano demonstracyjne wersje utworów i z kilkudziesięciu pozycji Michał Grymuza wraz z Kasią Kowalską wytypowali 10 najlepszych, które weszły na płytę. W drugim etapie Michał Grymuza przygotował wstępne aranżacje w swoim domowym studiu z wykorzystaniem systemu Pro Tools, ułożył w nim schematy partii bębnów oraz nagrał pilotażowe wersje gitar. Utwory w takiej wersji trafiły do studia Woobie Doobie Studio. Dokonano tam aranżacji, nagrano gitary, klawisze i zaprogramowano syntetyczną perkusję.

### Perkusja
Na perkusji grał Michał Dąbrówka. Wykorzystano zestaw Yamaha Maple Custom z blachami Paiste. Tomy i werble były strojone do tonacji poszczególnych utworów. Perkusja została zarejestrowana w studio Winicjusza Chrósta w Sulejówku. Do nagrania bębna basowego wykorzystano jednocześnie dwa mikrofony: AKG D12 umieszczony w bębnie oraz Shure Beta 52 umieszczony w odległości ok. 35 cm przed bębnem i dodatkowo przykryty wykładziną tak, by zbierał jak najmniej przesłuchów z reszty zestawu perkusyjnego. Do nagrania tomów użyto mikrofonów Sennheiser MD421, do werbli - Shure SM57, do hihatu - AKG C4000B, a jako overhead zastosowano AKG C451.

### Gitara basowa
Partie basowe wykonał Wojciech Pilichowski, korzystając z gitary basowej Ibanez i wzmacniacza Ashdown. Sygnał był rejestrowany liniowo przez kompresor Drawmer 1960 oraz poprzez mikrofony Neumann U87 i Shure SM57 przystawione do głośnika wzmacniacza. W kilku utworach użyto przesteru do gitary basowej. W piosence "Pieprz i sól" żywy bas został podparty syntetycznym subbasem z syntezatora Minimoog.

### Gitary
Partie gitarowe wykonał Michał Grymuza, korzystając z szeregu gitar elektrycznych – Fender Stratocaster Deluxe Plus, Fender Flame, G&L ASAT Classic, Rickenbacker 360 i gitar akustycznych – Takamine oraz Stars Sitar oraz wzmacniaczy Marshall JCM 800, Vox AC30 oraz VHT z kolumną Engl. Do rejestracji wykorzystano mikrofony Shure SM57 ustawiony przed głośnikiem oraz Neumann U87 jako mikrofon ambientowy. W kilku utworach użyto dodatkowo procesorów POD Pro i Filter Pro firmy Line6.

### Instrumenty klawiszowe
Większość partii instrumentów klawiszowych wykonał Wojciech Olszak. Do generowania barw wykorzystano głównie syntezatory analogowe – Roland Juno 106 (z połowy lat 80.), MiniMoog z 1972 roku oraz Yamaha DX7 z 1983 roku. Większość syntetycznych bębnów powstała przy użyciu analogowych automatów Roland TR808, TR909, TR 606, Korg KR55 oraz sekwencera Akai MPC3000. W nagraniu piosenki "Nie jestem najlepsza?" zastosowano dwa wokodery: Korg VC10, przez który przepuszczono rytm zaprogramowany na automacie MPC3000 oraz Roland VP330 wykorzystany do chórków. W utworze "Pieprz i sól" użyto pianina Fender Rhodes, przepuszczając jego sygnał przez piec Vox AC30. W procesie rejestracji wykorzystano lampowy kompresor Drawmer 1960, który ocieplał brzmienie.
W kilku utworach pojawiają się skrecze, które nagrał Funky Filon, używając dwóch gramofonów Technics 1200 i miksera Vestax. Sygnał przechodził przez kompresor Drawmer 1960, a w charakterze przetwornika A/C wykorzystano procesor TC Electronic Finalizer Plus, w którym dodatkowo włączony był kompresor wielopasmowy i trzypasmowa bramka szumów. Tego samego procesora użyto w nagraniu "Daj wierzyć", w którym Marcin Nowakowski zagrał na Akai EWI (Electric Wind Instrument) z użyciem modułu Akai EWI3020m.

### Wokal
Do nagrania wokalu użyto lampowego mikrofonu Brauner VM1, przedwzmacniacza Manley VoxBox i przetwornika Apogee AD8000. W przedwzmacniaczu ustawiono drobną korekcję, kompresję i de-essing. W systemie Pro Tools rejestrowano możliwie jak najdłuższe fragmenty wokalu, potem najlepsze z nich były montowane w jedną całość. Ten sam zestawu sprzętu został wykorzystany przy nagrywaniu chórków, które śpiewali Michał Grymuza, Sebastian Piekarek i Krysia Grygorcewicz.

### Miks
Przy miksie wykorzystano wiele zewnętrznych procesorów (m.in. Lexicon 480) oraz pluginów TDM. Do kreowania obrazu dźwiękowego wykorzystano także analogowy magnetofon wielośladowy TASCAM i analogową konsoletę Soundtracs Jade. Ostatecznie stereofoniczny miks został zgrany na taśmę analogową Quantegy 499 Grand Master Gold.

### Mastering
Masteringiem płyty zajął się Grzegorz Piwkowski. Sesja została zgrana z systemu Pro Tools na taśmę DAT w rozdzielczości 16 bitów. Do obróbki sygnału zastosowano procesor TC Electronic M5000 (kompresja pasmowa i korekcja), lampowy procesor psychoakustyczny SPL TubeVitalizer, przetwornik Apogee PSX100 i procesor dynamiki Lexicon Digital Limiter/Compresor Classic. Do odsłuchu posłużyły kolumny Tannoy System z głośnikami 15-calowymi i słuchawki Grado 325.
Przygotowano dodatkowo wersje utworów przeznaczone do emisji w stacjach radiowych, różniące się od wersji płytowych długością, sposobem kompresji i korekcji.

## Lista utworów
Opracowano na podstawie materiału źródłowego.
| Nr  | Tytuł utworu                | Słowa              | Muzyka                  | Długość |
| --- | --------------------------- | ------------------ | ----------------------- | ------- |
| 1.  | „Nie wiem co, nie wiem kto” | Katarzyna Kowalska | Sebastian Piekarek      | 4:06    |
| 2.  | „To był sen”                | Katarzyna Kowalska | Adam Abramek            | 3:57    |
| 3.  | „Antidotum”                 | Katarzyna Kowalska | Michał Grymuza          | 4:19    |
| 4.  | „Jak anioł”                 | Katarzyna Kowalska | Michał Grymuza          | 3:41    |
| 5.  | „Jeszcze mamy czas”         | Katarzyna Kowalska | Michał Grymuza          | 3:41    |
| 6.  | „Jak przeżyć to”            | Katarzyna Kowalska | Zdzisław Zioło          | 3:50    |
| 7.  | „Pieprz i sól”              | Katarzyna Kowalska | Michał Grymuza          | 4:10    |
| 8.  | „Bezpowrotnie”              | Katarzyna Kowalska | Adam Abramek            | 5:03    |
| 9.  | „Nie mów mi”                | Katarzyna Kowalska | Wojciech Wójcicki       | 3:17    |
| 10. | „Daj wierzyć”               | Katarzyna Kowalska | Sebastian Piekarek      | 3:46    |
| 11. | „Nie jestem najlepsza?”     | Katarzyna Kowalska | Ryszard Sygitowicz      | 5:16    |
| 12. | „Starczy słów”              | Katarzyna Kowalska | Adam Abramek, Paweł Sot | 3:45    |
|     |                             |                    |                         | 48:51   |

## Listy przebojów
| 2001 | Starczy słów | - | 38 | 41 |
| 2002 | Bezpowrotnie | 1 | 5  | 18 |
| 2002 | Antidotum    | 1 | 6  | 7  |
| 2002 | Pieprz i sól | 1 | 24 | 35 |

## Teledyski
Źródło.
- Starczy słów (2001)
- Bezpowrotnie (2002)
- Antidotum (2002)
- Pieprz i sól (2002)

## Twórcy
Źródło.
- Kasia Kowalska – wokale, chórki
- Maciej Gładysz – gitary
- Aleksander Woźniak – instrumenty klawiszowe
- Adam Abramek – gitara basowa, programowanie, instrumenty klawiszowe
- Piotr Matuszczyk – instrumenty klawiszowe
- Paweł Sot – instrumenty klawiszowe
- Michał Grymuza – gitary, gitara basowa, programowanie, instrumenty klawiszowe, chórki, sitar
- Wojtek Olszak – programowanie, instrumenty klawiszowe
- Wojtek Pilichowski – gitara basowa
- Michał Dąbrówka – perkusja
- Funky Filon – gramofony
- Krysia Grygorcewicz – chórki
- Sebastian Piekarek – chórki

Personel
- Nagrano w Woobie Doobie Studio, Studio Winicjusza Chrósta, Indoor Studio
- Realizacja nagrań – Wojtek Olszak, Michał Grymuza
- Edycja komputerowa – Wojtek Olszak, Marcin Nowakowski
- Mix – Wojtek Olszak w Woobie Doobie Studio z wyjątkiem: "Bezpowrotnie" – nagrano w studio S4, Izabelin Studio (realizacja nagrań: Leszek Kamiński, Piotr Zygo; mix: Piotr Zygo w Izabelin Studio)
- utwór "Bezpowrotnie" ukazał się na polskiej edycji płyty "Tribute to Ayrton Senna"
- "Starczy słów" – nagrano w studio Winicjusza Chrósta (realizacja nagrań i mix: Aleksander Woźniak)
- utwór "Starczy słów" był prezentowany w konkursie premier na KFPP Opole 2001
- Mastering – Grzegorz Piwkowski w High End Audio
- Zdjęcia – Marcin Janiszewski, Tomasz Griessgraber
- Zdjęcia z teledysku "Antidotum":
  - reżyseria: Michał Bryś
  - zdjęcia: Piotr Trela
  - montaż i korekcja barwna: Marek Klimaszewski
- Prezentacja multimedialna – studio graficzne Orwid
- Executive producer – Wiesław Piregrólka
- Product manager – Marta Wnuczyńska
- Produkcja – Universal Music Polska

## Sprzedaż
| Lista | Kraj   | Pozycja |
| ----- | ------ | ------- |
| OLiS  | Polska | 1       |

## Ciekawostki
- W singlowym nagraniu pt. „Antidotum” zarejestrowano aż 80 śladów[2].